# صفر مطلق

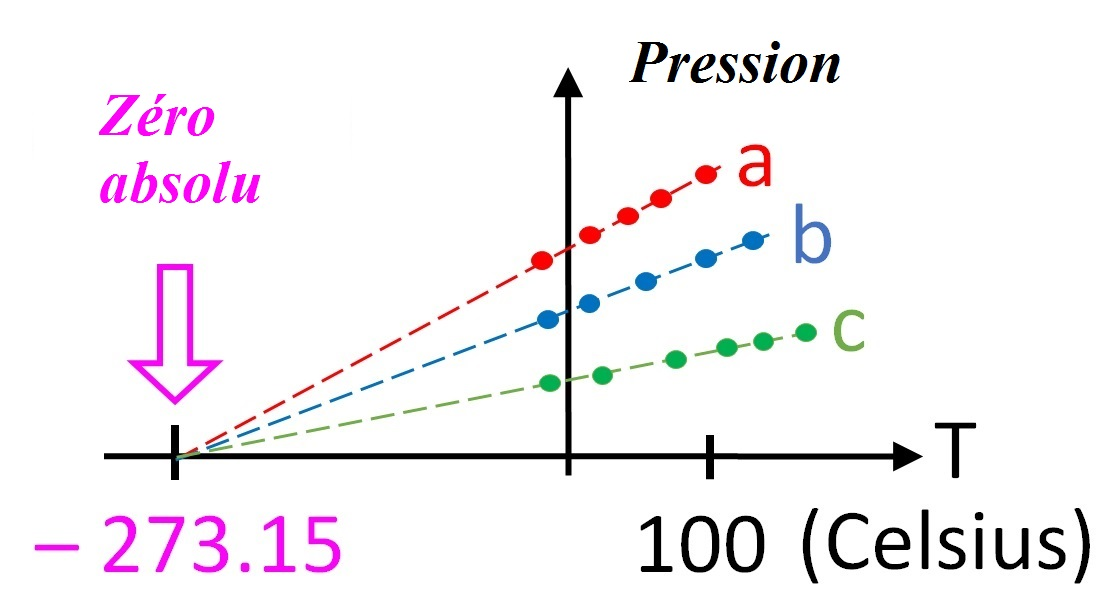
توضیح تصویری دربارهٔ دمای صفر کلوین

دمای صفر کلوین (به انگلیسی: Absolute zero) به صفر مطلق معروف است. در واقع در این دما آنتروپی و آنتالپی صفر می‌شود. به‌طور دقیق این دما برابر ۲۷۳٫۱۵- درجهٔ سلسیوس (سانتی‌گراد) یا ۴۵۹٫۶۷- درجهٔ فارنهایت است. لرد کلوین تصور می‌کرد که از دمای صفر کلوین نمی‌توان به دمای کمتری دست یافت.
چگالی گازهای کامل را می‌توان از رابطه p.m÷rt به دست آورد. در سال ۲۰۰۰ دانشگاه صنعتی هلسینکی از طریق رابطه چگالی گازهای کامل اعلام کرد که به پایین‌ترین دمای ممکن در آزمایشگاه دست یافته‌اند. این دما ۱۰۰ پیکو کلوین است که هنوز ۱۰۰ پیکو کلوین از دمای صفر کلوین گرم تر است.
بنابر نظریه‌های تثبیت شدهٔ ترمودینامیک و مکانیک آماری، دمای صفر کلوین پایین‌ترین دمای ممکن است. کم‌ترین درجه برای نقطه جوش را هلیم با -۲۶۹ درجه سانتیگراد معادل ۴ کلوین به خود اختصاص داده‌است.
در این دما انرژی جنبشی ذرات سازنده به کمینه خود می‌رسد و آنتروپی نیز صفر می‌گردد.

## تاریخچه

### رقابت برای صفر مطلق
با یک درک نظری بهتر از صفر مطلق، دانشمندان برای رسیدن به این دما در آزمایشگاه مشتاق بودند. تا ۱۸۴۵، مایکل فارادی تلاش کرد تا بیشتر گازهایی را که تا آن زمان شناخته شده بودند را به مایع تبدیل کند، و با رسیدن به -۱۳۰ درجهٔ سانتی‌گراد به رکورد جدیدی از پایین‌ترین دما رسید. فارادی معتقد بود که گازهای مشخصی، همچون اکسیژن، نیتروژن و هیدروژن باید گازهای دائمی باشند و امکان مایع‌کردن آن‌ها وجود ندارد. دهه‌ها بعدتر، در سال ۱۸۷۳ دانشمند نظری هلندی یوهان دیدریک وان در والس نشان داد که این گازها را می‌توان به مایع تبدیل کرد، ولی فقط تحت شرایط فشار بسیار بالا و دمای بسیار پایین. در سال ۱۸۷۷، لوئیس پل کایتت در فرانسه و رائول پیکتت در سوئیس موفق به تولید اولین قطره‌های هوای مایع در -۱۹۵ سانتی‌گراد شدند. در ادامه در سال ۱۸۳۳ استادان لهستانی زیگمونت وروبلوسکی و کارول اولژوسکی به تولید اکسیژن مایع در دمای -۲۱۸ سانتی‌گراد پرداختند.
شیمی‌دان و فیزیک‌دان اسکاتلندی جیمز دیوئر و فیزیک‌دان هلندی هایک کامرلینگ اونس به چالش مایع‌سازی دیگر گازها همچون هیدروژن و هلیوم وارد شدند. در سال ۱۸۹۸، پس از ۲۰ سال تلاش، دیوئر اولین نفری بود که هیدروژن را مایع کرد، و به رکورد دمای -۲۵۲ درجه سانتی‌گراد رسید. هرچند کامرلینگ اونس رقیب او اولین نفری بود که هلیوم را مایع کرد، و این کار را در سال ۱۹۰۸ با استفاده از چندین مرحلهٔ پیش‌سردسازی و چرخهٔ همپسون-لینده انجام داد. وی دما را تا نقطهٔ جوش هلیوم در -۲۶۹ درجه سانتی‌گراد پایین آورد. با کاهش فشار هلیوم مایع او حتی به دماهای پایین‌تر نزدیک به ۱٫۵ کلوین رسید. این‌ها سردترین دماهای به‌دست آمده بر روی زمین تا آن زمان بودند و این دستاورد منجر به دریافت جایزهٔ نوبل توسط او در سال ۱۹۱۳ شد. کامرلینگ اونس به مطالعهٔ خصوصیات مواد در دماهای نزدیک به صفر مطلق ادامه داد و برای اولین بار مفاهیم ابررسانایی و ابرشارگی را توضیح داد.